# The Munsters' Revenge
Los venganza de los Munster (en inglés The Munsters' Revenge) es un telefilme de 1981 producido por Universal Studios. En esta película se reúnen los actores de la serie original: Fred Gwynne, Yvonne de Carlo y Al Lewis. También estuvieron presentes nuevos actores como Jo McDonnell y K. C. Martel. La película fue un intento para volver a lanzar una nueva serie en color.

## Reparto
| Personaje               | Actor           |
| ----------------------- | --------------- |
| Herman Munster          | Fred Gwynne     |
| Lily Munster            | Yvonne De Carlo |
| Sam Drácula (el Abuelo) | Al Lewis        |
| Marilyn Munster         | Jo McDonnell    |
| Eddie Munster           | K. C. Martel    |
| Dr. Dustin Diablo       | Sid Caesar      |
| El fantasma de la ópera | Bob Hastings    |
| Warren Thurston         | Barry Pearl     |

## Historia
La película comienza cuando los Munster van al museo de cera y toman una foto de ellos junto a sus estatuas. Cuando la familia se va del museo, las estatuas cobran vida y se dedican a aterrorizar y robar. Herman y el Abuelo tratan de borrar sus nombres de la lista para no ser perseguidos.

## Otras películas y series
- Munster Go Home
- Here Come the Munsters
- The Munsters' Scary Little Christmas
- The Munsters